# 图拉尔·雷斯库洛夫
图拉尔·雷斯库洛维奇·雷斯库洛夫（1894年12月26日—1938年2月10日），苏联哈薩克裔革命家、政治家。曾任哈萨克青年革命联盟主席；突厥斯坦共产党穆斯林局主席；突厥斯坦苏维埃社会主义自治共和国中央执行委员会、人民委员会主席；共产国际驻蒙古全权代表；苏俄人民委员会副主席等职务。

## 生平
- 1894年12月16日出生于七河州维尔尼区东塔尔加的一个牧民家庭，属大玉兹杜格拉特部希米尔氏族。
- 1907年-1910年，梅尔基（英语：Merki）俄哈双语学校学习。
- 1910年-1914年，皮什佩克农业学校学习。
- 1914年-1916年8月，参加革命工作。
- 1916年8月-1917年，塔什干师范学院学习。期间参加中亚民族大起义，被捕入狱。
- 1917年-1918年4月，哈萨克青年革命协会主席。1917年9月加入俄国社会民主工党（布）。
- 1918年4月-1919年3月，锡尔河州奥利埃-阿塔区副区长。期间，1918年11月-1919年3月，突厥斯坦苏维埃社会主义自治共和国反饥荒特别中央委员会主席。
- 1919年-1920年，突厥斯坦苏维埃社会主义自治共和国卫生人民委员。期间，1919年3月-1920年7月，突厥斯坦共产党（布）中央委员会穆斯林局主席。
- 1920年-1921年12月，俄罗斯苏维埃联邦社会主义共和国、阿塞拜疆苏维埃社会主义共和国民族人民委员会专员。期间，1920年1月-8月，突厥斯坦苏维埃社会主义自治共和国中央执行委员会主席。
- 1920年8月-1922年，俄罗斯苏维埃联邦社会主义共和国民族人民委员会第二副委员。
- 1922年10月-1924年，突厥斯坦苏维埃社会主义自治共和国人民委员会主席。
- 1924年4月-1925年，共产国际中东部主任助理。
- 1924年10月-1925年7月，共产国际驻蒙古人民共和国全权代表。
- 1926年4月-1937年5月，联共（布）哈萨克区会新闻部主任兼《哈萨克劳动报》执行主编；俄罗斯苏维埃联邦社会主义共和国人民委员会副主席。

期间：
1927年7月-1930年，俄罗斯苏维埃联邦社会主义共和国人民委员会突厥斯坦-西伯利亚铁路建设援助委员会主席。

1930年-1931年，俄罗斯苏维埃联邦社会主义共和国人民委员会公共事业总局局长。

1932年-1934年，俄罗斯苏维埃联邦社会主义共和国经济委员会手工业和工业合作委员会主席。

- 1937年5月21日，在莫斯科被内务人民委员部逮捕。
- 1938年2月10日被苏联最高法院军事审判庭判处死刑，开除党籍，终年43岁。
- 1956年平反，恢复党籍。

雷斯库洛夫是俄共（布）12-13大，联共（布）15-17大，第13、15次代表会议代表；第12届中央候补委员。